# Seven Mile Creek, Wisconsin
Seven Mile Creek là một thị trấn thuộc quận Juneau, tiểu bang Wisconsin, Hoa Kỳ. Năm 2010, dân số của thị trấn này là 350 người.